# Рождествено (Татарстан)
Рождествено — село в Лаишевском районе Республики Татарстан, на реке Мёша — на берегу Куйбышевского водохранилища, в 41 километре к югу от железнодорожной станции «Казань».
Административный центр Рождественского сельского поселения.
Около села находится Рождественский археологический комплекс, включающий в себя поселения и могильники бронзового века, приказанской, азелинской, именьковской, булгарской и других археологических культур.

## История села
Известно с 1617 года, в дореволюционных источниках упоминается также под названием «Укречь».

Рождествено, Троицкое, Укречь, по-татарски Укрячь, Каен аул (850). Село, при речке Мёше, на большом Оренбургском почтовом тракте. От города 12 вёрст. Село Рождественское, что на Укрече, упоминается по описи 1617 года. Последнее название от каен (тат.) — берёза и аул (тат.) — деревня. [...] Про жителей села в насмешку говорят, что они «медведя с квасом (с хреном) съели».— Износков И. Список населённых мест Казанской губернии, с кратким описанием их. Лаишевский уезд// Выпуск 1-й. — Казань: Типография Губернского Правления, 1893. — С. 45 — 46.
В 1860 году в селе Рождествено было открыто училище, которое с 1868 года содержалось земством.
В начале XX века здесь функционировали также: читальня уездного Комитета Попечительства о народной трезвости, водяная и ветряная мельницы, кузница, две крупообдирки, красильное заведение, две пивные, одна казённая винная и пять мелочных лавок.

## Административное деление
До 1920 года село Рождествено входило в Астраханскую волость Лаишевского уезда Казанской губернии, с 1920 года — в Лаишевский кантон, с 14 февраля 1927 года — в Лаишевский район АТССР (ТАССР), с 1 февраля 1963 года — в Пестречинский район ТАССР, с 12 января 1965 года — вновь в Лаишевский район ТАССР (ныне — Республики Татарстан).

## Население
До Крестьянской реформы 1861 года жители села Рождествено относились к категории дворцовых (с 1797 года — удельных) крестьян, состояли в ведении Воскресенского (Казанского уезда) приказа.
По состоянию на 1893 год, в Рождествено было 167 дворов, в которых проживали 463 мужчины и 486 женщин.
Население занималось земледелием, разведением скота, ремёслами, торговлей, кузнечным, овчинным, шерстобитным, портняжным и шапочным промыслами, «фабричною деятельностью».
Число жителей: в 1782 году — 177 ; в 1859 году — 379 душ мужского пола, в 1897 году — 1102, в 1908 году — 1220, в 1920 году — 1317, в 1926 году — 1360, в 1938 году — 1876, в 1949 году — 1021, в 1958 году — 560, в 1970 году — 517, в 1979 году — 480, в 1989 году — 330, в 2002 году — 279 человек.

## Религиозные объекты

### Рождественская и Троицкая церкви (деревянные)
Приход село Рождествено возник в XVII веке вокруг деревянной церкви в честь Рождества Христова, к которой в 1621 году был пристроен придел во имя святой Марии Магдалины.
Храм сгорел в первой половине XVIII века. В 1768 году на его месте была воздвигнута деревянная церковь во имя Святой Живоначальной Троицы, перевезенная из села Егорьева Лаишевского уезда. 

 Ранее была в селе деревянная церковь и стояла там, где ныне сельское кладбище; место это и теперь называют «старый храм»; в первой половине прошлого столетия эта церковь сгорела; вторая — тоже деревянная церковь, перевезённая из села Егорьева [...], находилась близ реки Мёши, где ныне часовня; около которой сохранилось несколько надгробных каменных плит, разбросанных на неогороженный площадке. Церковь эта тоже сгорела в 1867 году, когда была уничтожена пожаром и большая часть села.— Износков И. Список населённых мест Казанской губернии, с кратким описанием их. Лаишевский уезд// Выпуск 1-й. — Казань: Типография Губернского Правления, 1893. — С. 45.

### Троицкая церковь (каменная)
В 1830-е годы в Рождествено была заложена каменная (кирпичная) церковь во имя Святой Живоначальныя Троицы (Троицкая), которая из-за недостатка средств долго не отстраивалась, и была сооружена в 1852 году
 (И. А. Износков указывал, что её строительство было завершено только в 1859 году).

 В 1848 году, когда в селе свирепствовала холера, одна юродивая девица Марфа из приходской деревни Тангач (Ятманки 8), видела во сне Божию Матерь, передавшую ей, что в алтаре их церкви несколько лет уже находится икона во имя Богоматери, пред которой нужно совершить молебствие, для предотвращения народного бедствия. Юродивая указала и икону Боголюбской Божией Матери, пожертвованную в 1827 году помещицей приходской деревни Тангач Татьяной Ивановой Дороновой и известную в народе под именем Усердной. Когда разнеслась молва об этой иконе в село Рождествено начал стекаться народ из окрестных деревень и установилось с того времени празднование, ежегодно 18-го Июня, в честь Боголюбской Божией Матери. Значительные же приношения и пожертвования дали в скором времени средства закончить построение церкви.— Износков И. Список населённых мест Казанской губернии, с кратким описанием их. Лаишевский уезд// Выпуск 1-й. — Казань: Типография Губернского Правления, 1893. — С. 45 — 46.
Приделы трёхпрестольного храма во имя Святой Живоначальныя Троицы села Рождествено были освящены в честь чудотворной Боголюбской иконы Божией Матери и в честь Рождества Христова.
Церковь и находившаяся в одной связи с ней колокольня были выстроены в стиле эклектики.
По воспоминаниям старожилов, в 1937 году храм закрыли, «все иконы погрузили на телеги и отвезли в Лаишево», «потом колокола сбрасывали». Впоследствии в здании хранили зерно.
Храмовая часть церкви была разрушена. До настоящего времени сохранилась только колокольня в полуразрушенном виде.

### Часовня
И. А. Износков указывал в 1893 году, что «внутри села, на южной стороне церкви», находится «другая деревянная часовня, в которой сохраняется резное изображение Иисуса Христа».

 В великом посту сюда приходят молиться и ставят свечи старухи. В селе довольно развита жизнь в кельях, келейницы живут в селе в особой слободе.— Износков И. Список населённых мест Казанской губернии, с кратким описанием их. Лаишевский уезд// Выпуск 1-й. — Казань: Типография Губернского Правления, 1893. — С. 46.

### Приход села Рождествено
По состоянию на 1893 год, приход села Рождествено (Рождественский приход) состоял из самого села и четырёх деревень, две из которых — Дятлово и Тангачи (Ятманка) — находились в Астраханской и две — Русские Саралы и Танеево — в Сараловской волостях Лаишевского уезда. Всего тогда в приходе жителей было: 1119 мужчин и 1283 женщины — русских, кроме которых, к приходу были приписаны 12 мужчин и 8 женщин в деревне Сингели (Сенгели) Сараловской волости — «крещёных татар, уклонившихся в магометанство».

### Боголюбская церковь
В 2005 году благотворитель Николай Иванович Новиков в память о своей матери решил построить на свои средства новый каменный (кирпичный) храм. Новая церковь в честь Боголюбской иконы Божией Матери возводилась на новом месте в течение семи лет и была освящена 24 сентября 2011 года.